# Шелепский
Шелепский — ручей в Волотовском районе Новгородской области. Берёт начало в небольшом болотце к западу от деревни Камень. Через 10 км слева впадает в Псижу в 29 км от её устья. Принадлежит бассейну Балтийского моря.
На правом берегу ручья лежит больших размеров гранитный валун, имеющий статус памятника природы регионального значения.
Код водного объекта — 01040200512202000024287.